# Associazione Sportiva Massese 1973-1974
Questa voce raccoglie le informazioni riguardanti l'Associazione Sportiva Massese nelle competizioni ufficiali della stagione 1973-1974.

## Rosa
| N. |                   | Ruolo | Calciatore        |
| -- | ----------------- | ----- | ----------------- |
|    | Italia (bandiera) | D     | Paolo Bellucci    |
|    | Italia (bandiera) | A     | Antonio Bongiorni |
|    | Italia (bandiera) | A     | Fabio Borzoni     |
|    | Italia (bandiera) | P     | Enzo Bravi        |
|    | Italia (bandiera) | A     | Carmelo Cassarino |
|    | Italia (bandiera) | D     | Roberto Ceccotti  |
|    | Italia (bandiera) | C     | Franco Cerilli    |
|    | Italia (bandiera) | C     | Luciano Cherubini |
|    | Italia (bandiera) | D     | Stefano Fanfani   |
|    | Italia (bandiera) | C     | Giuseppe Fichera  |

| N. |                   | Ruolo | Calciatore       |
| -- | ----------------- | ----- | ---------------- |
|    | Italia (bandiera) | P     | Massimo Grassi   |
|    | Italia (bandiera) | D     | Piero Lo Franco  |
|    | Italia (bandiera) | C     | Luigi Marcolongo |
|    | Italia (bandiera) | C     | Leopoldo Pardini |
|    | Italia (bandiera) | D     | Luigi Podestà    |
|    | Italia (bandiera) | D     | Arnaldo Ricci    |
|    | Italia (bandiera) | D     | Raffaele Spadaro |
|    | Italia (bandiera) | D     | Giampiero Vitali |
|    | Italia (bandiera) | D     | Vittorio Zanella |